# Henning Modin
Axel Henning Modin, född 20 november 1904 i Klinte församling, Gotlands län, död 15 oktober 1989, var en svensk rammakare och tecknare.
Han var son till byggmästaren August Modin och Anna Usin och från 1945 gift med Nancy Gunvor Lodin. Modin studerade för Carl Wilhelmson 1920–1921. Han medverkade i samlingsutställningar arrangerade av Gotlands konstförening. Han medverkade i Sveriges allmänna konstförenings utställning på Liljevalchs konsthall 1950 och i utställningen Svart och vitt på Konstakademien 1958. Hans konst består av teckningar från Gotland och Fårö där han med sparsamma medel i svart och vitt lyckats återge de atmosfäriska värdena och ljusförhållandena i det gotländska landskapet. Modin är representerad vid Moderna museet i Stockholm. Han är begravd på Norra begravningsplatsen utanför Stockholm.